# Zeta2 Coronae Borealis
Zeta2 Coronae Borealis (ζ2 Coronae Borealis, förkortat Zeta2 CrB, ζ2 CrB) som är stjärnans Bayerbeteckning, är en dubbel stjärna belägen i den nordvästra delen av stjärnbilden Norra kronan. Den har en skenbar magnitud på 5,95 och är svagt synlig för blotta ögat där ljusföroreningar ej förekommer.

## Egenskaper
Zeta2  Coronae Borealis är en blå till vit stjärna i huvudserien av spektralklass B9 V. Den har en massa som är ca 3,7 gånger större än solens massa.
Zeta2 Coronae Borealis utgör tillsammans med Zeta1 Coronae Boralis en dubbel stjärna separerad med 6 bågsekunder.